# Jozef Bujna
Jozef Bujna (1949 –) szlovák régész.

## Élete
1972-ben végzett a brünni Masaryk Egyetemen. Ebben az évben helyezkedett el a nyitrai Régészeti Intézetben. 1981-ben tudományok kandidátusa lett régészetből a nyitrai Régészeti Intézetben. 1993-tól külső, 2001-től belső oktatója, 2003-tól docense, 2005-től professzora a nyitrai Konstantin Filozófus Egyetem régészeti tanszékének.

## Elismerései
- 2009 Nyitrai Régészeti Intézet bronz plakettje[2]

## Művei
- 1982 Spiegelung der Sozialstruktur auf latenezeitlichen Gräberfeldern im Karpatenbecken. Památky archeologické 73, 312-431.
- 1983 Späthallstatt- und frühlatenezeitliches Gräberfeld in Bučany. Slovenská archeológia 31, 277-324. (tsz. Peter Romsauer)
- 1991 Approach to the study of the Late Hallstatt and Early La Tene periods in eastern parts of Central Europe: results from comparative classification of "Knickwandschale". Antiquity 65, 368-375.
- 1991 Das latenezeitliche Gräberfeld bei Dubník, II. Analyse und Auswertung. Slovenská archeológia 39, 221-255.
- 1994 Mladšia doba železná - laténska na Slovensku (Prehľad stavu bádania za posledné dve desaťročia). Studia Historica Nitriensis 2, 7-39.
- 1995 Les contacts entre l’Europe centrale et la Gaule septentrionale au IIIe siècle avant J.-C.: la sépulture no 31 de Malé Kosihy, Slovaquie du sud-ouest. In: L’Europe celtique du Ve au IIIe siècle avant J.-C. Actes du deuxième symposium international d’Hautvillers 1992 (J.-J. Charpy, ed.). Mémoires no 9 de la Société archéologique Champenoise, 259-268.
- 1995 Malé Kosihy - latenezeitliches Gräberfeld. Katalog. Archaeologica Slovaca Monographiae - Catalogi, tomus VII. Archeologický ústav SAV, Nitra
- 1998 Münsingen-Rain und die keltischen Gräberfelder im mittleren Donaugebiet. Kontakte im Spiegel des frühlate`nezeitlichen Fundmaterials. In: Münsingen-Rain, ein Markstein der keltischen Archäologie. Schriften des Bernischen Historischen Museums 2, Bern, 171-203.
- 1998 Reich ausgestattete Brandgräber mit Holzeinbau auf dem Gräberfeld in Malé Kosihy. Reflexionen und Hypothesen über die Bestattungssitten der Kelten. Slovenská archeológia 46, 289-308.
- 2003 Spony z keltských hrobov bez výzbroje z územia Slovenska. Typovo-chronologické triedenie LT B- a C1 spôn. Slovenská archeológia 51, 39-108.
- 2005 Kruhový šperk z laténskych ženských hrobov na Slovensku. Nitra
- 2006 Das reich ausgestattete Kriegergrab aus dem keltischen Gräberfeld in Hurbanovo-Konkoľ (Bez. Komárno), südwestliche Slowakei. Pravěk NŘ 16, Brno, 201-142.
- 2007 Der goldene Torques von Hrkovce bei Šahy (Bez. Levice), Südslowakei. Slovenská numizmatika 18, 41-58.
- 2011 Opasky ženského odevu z doby laténskej. Nitra
- 2012 Pohreby ženskej elity zo stupňa LT B1. In: Archeológia na prahu histórie. K životnému jubileu Karola Pietu (G. Březinová/V. Varsík, ed.). Nitra, 95-108.
- 2013 Archeológia ako vedná disciplína. In: Staré Slovensko 1 - Archeológia ako historická veda (J. Bujna - V. Furmánek - E. Wiedermann, zost.). Nitra, 13-44.
- 2014 Deviantný pohreb na keltskom pohrebisku v Palárikove. Prípadová štúdia nenormatívnych pohrebných praktík. In: Moravské křižovatky. Střední Podunají mezi pravěkem a historií (J. Čižmářová - N. Venclová - G. Březinová, ed.). Brno, 449-460.